# Šabalov
Šabalov je priimek več oseb:
- Aleksander Šabalov, latvijski šahist
- Sergej Ivanovič Šabalov, sovjetski general